# Akune, Kagoshima
Akune (阿久根市 Akune-shi) là một thành phố thuộc tỉnh Kagoshima, Nhật Bản.